# Heterospilus cancellatus
Heterospilus cancellatus är en stekelart som beskrevs av Shi 2002. Heterospilus cancellatus ingår i släktet Heterospilus och familjen bracksteklar. Inga underarter finns listade i Catalogue of Life.